# Zodarion caucasicum
Zodarion caucasicum là một loài nhện trong họ Zodariidae.
Loài này thuộc chi Zodarion. Zodarion caucasicum được Peter Mikhailovitch Dunin & Nenilin miêu tả năm 1987.